# 24-я стрелковая дивизия (1-го формирования)
24-я стрелковая Самаро-Ульяновская Железная трижды Краснознамённая дивизия — воинское соединение РККА Вооружённых Сил СССР в Великой Отечественной войне. Уникальна для РККА присвоенным названием «Железная» (единственное соединение вооружённых сил СССР во время войны, имевшее официальное почётное наименование, не связанное с географическими объектами или людьми) и неординарной судьбой, связанной с утратой боевого Знамени, его возвратом и дальнейшей преемственностью.

## История
Сформирована 28 июля 1918 года приказом войскам 1-й армии Восточного фронта № 137 из Самарского, Тверского отрядов, отрядов ставропольского и сенгилеевского направлений как сводная Симбирская пехотная дивизия. Приказом войскам армии за № 35 от 9 августа 1918 года ей было присвоено наименование 1-й сводной Симбирской железной дивизии, приказом войскам Восточного фронта за № 104 от 19 ноября 1918 года 24-й Симбирской стрелковой дивизии, приказом РВСР за № 2797/559 от 13 декабря 1920 года — 24-й Самарской стрелковой дивизии, приказом РВСР за № 2444/423 от 25 октября 1921 года возвращено наименование «Железной» и дивизия стала 24-й Самарской Железной стрелковой дивизией, приказом РВСР № 896/170 от 12 апреля 1922 года возвращено наименование Симбирской, наконец в связи с переименованием Симбирска, приказом Реввоенсовета СССР № 840 от 25 июня 1924 года дивизия стала именоваться 24-й Самаро-Ульяновской Железной стрелковой дивизией.
Принимала участие в Гражданской войне, присоединении Западной Украины и Западной Белоруссии, Зимней войне.
В декабре 1921 года дивизия переходит в город Винницу. В июне 1922 года дивизия выделила личный состав, лошадей и вооружение (из состава 70 и 71 стрелковых бригад) для формирования 2 пограндивизии. В ноябре 1923 года из дивизии выделен кадр для формирования 24 стрелковой Подольской территориальной дивизии (с мая 1924 года — 96 стрелковая дивизия).
В 1924 году в связи с переименованием г. Симбирска в г. Ульяновск, дивизия переименована в Самаро-Ульяновскую.
По приказу Киевского военного округа в ноябре 1937 г. дивизия перебрасывается в г. Ленинград.
В составе действующей армии во время Великой Отечественной войны с 22 июня 1941 по 27 декабря 1941 года
На 22 июня 1941 года дислоцировалась в Молодечно и его окрестностях. В дивизии насчитывалось около 12 000 человек личного состава, 78 полевых орудий, 50 45-мм противотанковых пушек, 12 зенитных орудий, 66 миномётов крупного калибра от 82 до 120-мм, в разведывательном батальоне дивизии имелось 10 танков Т-26 и 10 бронеавтомобилей.
Разведбат 55-й стрелковой дивизии, дислоцировавшейся в Слуцке, также имел на вооружении бронеавтомобили и лёгкие танки БТ-7.
По предвоенным планам на 5-й день войны должна была начать прибывать в Гродно, чтобы войти в состав 4-го стрелкового корпуса 3-й армии. В 15-45 22 июня 1941 года в дивизию ушёл приказ о выдвижении из Молодечно в район Лиды по маршруту Вишнев, Ивье, Лида.. К исходу 24 июня 1941 года дивизия вышла на восточный берег реки Гавья на участке Добровляны — Батадины. На 25 июня 1941 года планировалось продвижение в общем направлении на Сувалишки, Ошмяны, выйти на рубеж Гольшаны, Клевица. При продвижении на рубеж части дивизии столкнулась с частями 19-й танковой дивизии. Силами дивизии немецкие танковые подразделения были отброшены на противоположный берег реки Клева, при этом дивизия отчиталась об уничтожении 30 танков противника. В составе дивизии удачно действовал сводный танковый батальон, вероятнее всего из состава 5-й танковой дивизии, попавшей под удар в Алитусе. Он состоял из 8 КВ-1, 15 Т-34 и 14 Т-26 26 июня 1941 года дивизия продолжила наступление, продвинувшись на 8-10 километров, заняв Трабы и Вишнев, после полудня атаковала остановившуюся из-за недостатка топлива колонну противника. Дивизия продолжала атакующие бои вплоть до 29 июня 1941 года, что отмечено в том числе в немецких источниках. После этого, уже находясь в окружении, пробивалась через Бакшты на юго-восток к частям корпуса, попадая в локальные окружения и выходя из них. 3 июля 1941 года двумя остающимися отрядами в 1200 и 500 человек, остатки дивизии в районе Узды прорвались через кольцо окружения, и после 350-километрового перехода оба отряда вышли к своим 15 июля 1941 года в районе севернее Мозыря, на 15 июля 1941 года находилась в Косаричах, примкнув к отряду полковника Курмашева.. К 18 июля 1941 года остатки дивизии сосредоточились в районе Озаричи. По возможности дивизия была доукомплектована, в неё были влиты также вышедшие из окружения остатки 17-й стрелковой дивизии и уже 23 июля 1941 года дивизия действует в районе Глуск, Селец, Новоселки с задачей обеспечения действий войск 66-го стрелкового корпуса в его наступлении на станцию Мошня, Ратмировичи.. В течение конца июля — начала августа 1941 года отступает в направлении на Гомель, а затем в общем направлении на Чернигов.
На 27 августа 1941 года дивизии, совместно с кавалерийской группой 21-й армии была поставлена задача восстановить положение районе Вербовка, Добрянка.. На 28 августа 1941 года дивизия, совместно с 214-й воздушно-десантной бригадой определена в резерв с задачей к исходу дня 28 августа 1941 года сосредоточиться в район Щорса. Однако дивизия, продолжая наступление, была задействована в боях в районе Брехуновки, Сусловки, и ей была поставлена задача к утру 30 августа 1941 года сосредоточиться районе юго-западной окраины Мены. Только 31 августа 1941 года дивизия сосредоточилась в районе Величковки и выступила в район Рудни в 40 километрах северо-восточнее Мены, куда прибыла 1 сентября 1941 года и заняла рубеж Чернотичи, Рудня. 2 сентября 1941 года дивизия перешла в наступление и, отбрасывая противника, вышла на рубеж Ляшковицы, Сверок, Рудня.. На 3 сентября 1941 года перед дивизией стояла задача продолжать наступление и по выполнении задачи дивизия должна была вновь быть выведена в резерв. Однако под ударами противника дивизия отошла за южный берег Сейма и к 7 сентября 1941 года занимала рубеж Кербутовка, Мариенталь. На 9 сентября 1941 года дивизия занимает рубеж Новые Млины, Мариенталь. 10 сентября 1941 года совершает марше в район Шаповаловки с задачей контратаки противника в тыл у Шаповаловки.. Однако туда дивизия не вышла, а была оттеснена за Бахмач, в район Первомайский, Красиловка. На 12 сентября 1941 года ведёт наступательные бои на юго-западной окраине Бахмача, но к 14 сентября 1941 года была отброшена за Гайворон. Под давлением противника, который с севера замыкал кольцо окружения вокруг войск Юго-Западного фронта (2-я танковая группа генерала Гудериана), дивизия отступала на Прилуки, выдержала бой на рубеже реки Удай у Леляк, затем на Пирятин, Лубны. По-видимому, один из последних боёв дивизия приняла на реке Оржица в 80 километрах юго-западнее Лубен. Находясь в окружении, в конце сентября 1941 года дивизия была расчленена на несколько изолированных групп и уничтожена.
27 декабря 1941 года расформирована.

## История с утратой знамени

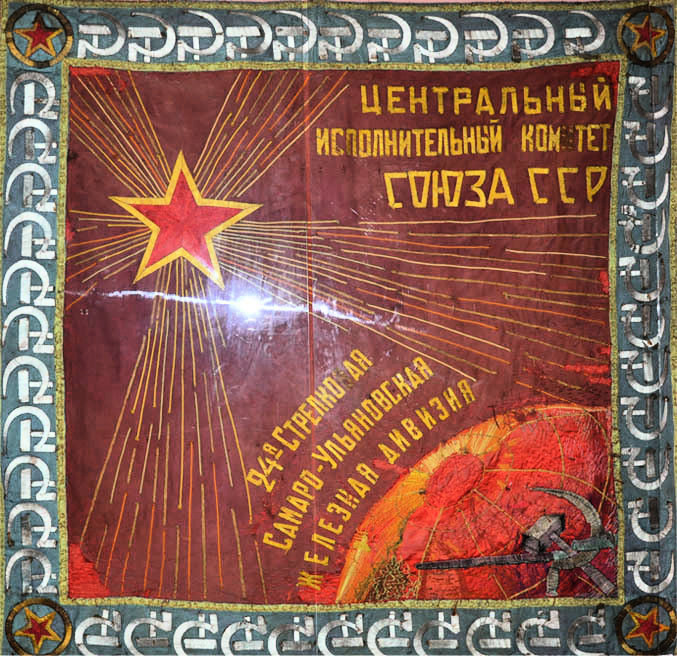
Боевое Красное Знамя 24-й стрелковой дважды Краснознаменной Самаро-Ульяновской железной дивизии в годы Великой Отечественной войны.

Во время боёв в Белоруссии было утрачено Знамя дивизии. Было установлено, что во время выхода из окружения Знамя находилось при инструкторе политотдела дивизии старшем политруке А. В. Барбашеве, который 6 августа 1941 года погиб в бою около деревни Анютино Чериковского района Могилёвской области. Местный житель колхозник Д. Н. Тяпин обнаружил на теле погибшего командира Знамя дивизии и похоронил тело вместе со знаменем на местном кладбище. После освобождения деревни Анютино советскими войсками в 1943 году Знамя было извлечено и направлено на реставрацию. Но к тому времени уже была сформирована 24-я стрелковая дивизия (2-го формирования), уже отличившаяся в боях, получив почётное наименование «Бердичевской»
20 февраля 1944 дивизии второго формирования было вручено реставрированное Знамя прежней 24-й стрелковой дивизии и переданы по преемственности все регалии дивизии первого формирования (кроме Почётного Революционного Красного Знамени, которым уже награждения не производились) За спасение Знамени Д. Н. Тяпин навечно зачислен в списки 1-й роты одного из полков дивизии.

Приказ заместителя Народного комиссара обороны о возвращении 24-й Бердичевской стрелковой дивизии боевого Красного Знамени № 035 20 февраля 1944 г.
Это знамя было сохранено и передано в 1943 г. Красной Армии бывшим солдатом 301-го Бобруйского пехотного полка старой русской армии колхозником Дмитрием Тяпиным.
Для сохранения славных боевых традиций старейшей дивизии Красной Армии вернуть 24-й стрелковой Бердичевской дивизии боевое Знамя и впредь её именовать: «24-я стрелковая Бердичевская Самаро-Ульяновская дважды Краснознамённая железная дивизия».
За сохранение боевого знамени старейшей дивизии Красной Армии патриота Советской Родины — гражданина Дмитрия Тяпина навечно зачислить в списки одного из полков 24-й стрелковой Бердичевской Самаро-Ульяновской дважды Краснознамённой железной дивизии и представить к награждению орденом Красного Знамени.

Заместитель Народного комиссара обороны Маршал Советского Союза Василевский— Ф. 4, оп. 11, д. 77, л. 210. Подлинник.
Таким образом 24-я дивизия второго формирования стала правопреемником 24-й дивизии первого формирования, что является очень редким случаем для РККА.

## Подчинение
| Дата            | Фронт (округ)  | Армия      | Корпус                 | Примечания |
| --------------- | -------------- | ---------- | ---------------------- | ---------- |
| 22.06.1941 года | Западный фронт | -          | 21-й стрелковый корпус | -          |
| 01.07.1941 года | Западный фронт | 13-я армия | 21-й стрелковый корпус | -          |
| 10.07.1941 года | Западный фронт | 13-я армия | -                      | -          |
| 01.08.1941 года | Западный фронт | -          | -                      | -          |
| 01.09.1941 года | Брянский фронт | 21-я армия | 67-й стрелковый корпус | -          |

С октября 1941 года в списках не значится.

## Состав
- 7-й стрелковый полк
- 168-й стрелковый полк
- 274-й (74-й) стрелковый полк (командир Соколов Н. Д., март 1938 — сентябрь 1939)
- 160-й артиллерийский полк
- 246-й гаубичный артиллерийский полк
- 370-й отдельный зенитный артиллерийский дивизион
- 313-й миномётный дивизион
- 8-я разведывательная рота
- 52-й отдельный истребительно-противотанковый дивизион
- 73-й отдельный сапёрный батальон
- 56-й отдельный батальон связи
- 66-й медико-санитарный батальон
- 72-я отдельная рота химический защиты
- 59-й автотранспортный батальон
- 82-я полевая хлебопекарня
- 20-я рота регулирования
- 179-я дивизионная авторемонтная мастерская
- 313-я полевая артиллерийская ремонтная мастерская
- 1652-я полевая почтовая станция[24]

## Командование
Командиры дивизии
- Гай, Гая Дмитриевич (27.07.1918 — 20.11.1918)
- Павловский, Василий Игнатьевич (20.11.1918 — 02.02.1919)
- Вилумсон, Эдуард Фридрихович (02.02.1919 — 25.04.1919)
- Муретов, Михаил Владимирович (25.04.1919 — 30.04.1919)
- Павловский, Василий Игнатьевич (30.04.1919 — 21.07.1920)
- Муретов, Михаил Владимирович (21.07.1920 — 11.01.1921)
- Замилацкий, Григорий Саввич (1922—1924)
- Осадчий, Александр Маркович (1924—1925)
- Даненберг, Евгений Евгеньевич (1926—1931)
- Королёв, Дмитрий Карпович (02.1931 — 08.1937), комдив
- Алябушев, Филипп Фёдорович (08.1937 — 12.1937), врио, майор
- Васильев, Василий Петрович (21.09.1937 — 14.06.1938)
- Вещев, Пётр Евгеньевич (1938 — 06.12.1939), комбриг (погиб 6.12.1939)
- Галицкий, Кузьма Никитович (23.12.1939 — 15.07.1941), комбриг, с 4.06.1940 генерал-майор[25]
- Бацанов, Терентий Кириллович (15.07.1941 — 20.09.1941), генерал-майор (погиб)

Военные комиссары дивизии
- Драгилев, Владимир Григорьевич (июль — сентябрь 1919)[26];
- Корпяк, Михаил Семёнович (11.02.1941 — 16.09.1941), батальонный комиссар, с 30.08.1941 старший батальонный комиссар;
- Горбенко, Иван Сергеевич (16.09.1941 — 05.10.1941), старший батальонный комиссар[27].

Начальники штаба дивизии
…
- Никоноров, Николай Сергеевич, майор (??.12.1938 — ??.01.1939)

…

## Награды и наименования
| Награда (наименование)                    | Дата       | За что награждена |
| ----------------------------------------- | ---------- | --- |
| «Самарская»                               | 13.12.1920 | За боевые заслуги на фронтах |
| «Железная»                                | 25.10.1921 | |
| Почётное Революционное Красное Знамя ВЦИК | 28.10.1918 | За отличия в боях при освобождении Симбирска |
| Почётное Революционное Красное Знамя ЦИК  | 29.2.1928  | В ознаменование десятилетия РККА и отмечая боевые заслуги на различных фронтах гражданской войны, начиная с 1918—1919 г. |
| Орден Красного Знамени                    | 23.02.1933 | награждена постановлением Президиума Центрального Исполнительного Комитета СССР от 23 февраля 1933 года за исключительную доблесть, проявленную в период гражданской войны и за ряд славных побед под Симбирском, Самарой, Оренбургом, Актюбинском и в других особо важных пунктах |
| Орден Красного Знамени                    | 11.04.1940 | награждена указом Президиума Верховного Совета СССР от 11 апреля 1940 года за образцовое выполнение боевых заданий командования на фронте борьбы с финской белогвардейщиной и проявленные при этом доблесть и мужество                                                             |

## Отличившиеся воины дивизии
| Награда | Ф. И. О.                      | Должность                                   | Звание           | Дата награждения | Примечания                           |
| ------- | ----------------------------- | ------------------------------------------- | ---------------- | ---------------- | ------------------------------------ |
|         | Берендеев, Николай Михайлович | разведчик 160-го артиллерийского полка      | красноармеец     | 11.04.1940       |                                      |
|         | Вещев, Пётр Евгеньевич        | командир дивизии                            | комбриг          | 15.01.1940       | посмертно, погиб 6 декабря 1939 года |
|         | Дребот, Иван Захарович        | командир отделения 168-го стрелкового полка | младший командир | 11.04.1940       |                                      |
|         | Комаров, Иван Михайлович      | стрелок 274-го стрелкового полка            | красноармеец     | 15.01.1940       |                                      |
|         | Сёмин, Сергей Васильевич      | командир орудия 7-го стрелкового полка      | младший командир | 11.04.1940       | погиб 15.10.1943                     |
|         | Ульянов, Иван Михайлович      | разведчик 168-го стрелкового полка          | красноармеец     | 15.01.1940       | -                                    |

## Увековечение памяти дивизии

Мемориальная доска на здании УТУ, где размещался штаб Сим. Жел. дивизии.

- В Ульяновске есть улицы «Железной Дивизии» и «12 сентября», а также — «проспект Гая» и «Улица Тухачевского», названные так в честь командиров дивизии и дня освобождения ею Симбирска от белочехов — 12 сентября 1918 года. Обелиск погибшим в годы Гражданской войны при освобождении Симбирска в 1918 году. А 12 сентября 1968 года у обелиска зажгли Вечный огонь. 8 ноября 1988 года у подножия обелиска установили плиты с именами 20 человек. При благоустройстве бульвара Новый Венец в 2010—2011 годах плиты были обновлены, ныне на них выбито 49 имён[32].
- Братская могила бойцов дивизии на станции Базарная.
- В Инзе есть улица «Железной Дивизии»
- Улица имени «Железной Дивизии» есть в Самаре.
- Улица «Железной дивизии» в Сенгилее.
- Музей 24-й Железной дивизии в «Инженерной школе» № 1581 (бывшая школа № 401, лицей № 1581) в Москве (с 1984 года)
- Клуб «Железной дивизии»
- 30.04.2021 г. гимназии № 30 города Ульяновска присвоили имя «Железной дивизии»

Обелиск "Воинам Гражданской войны" (Ульяновск).
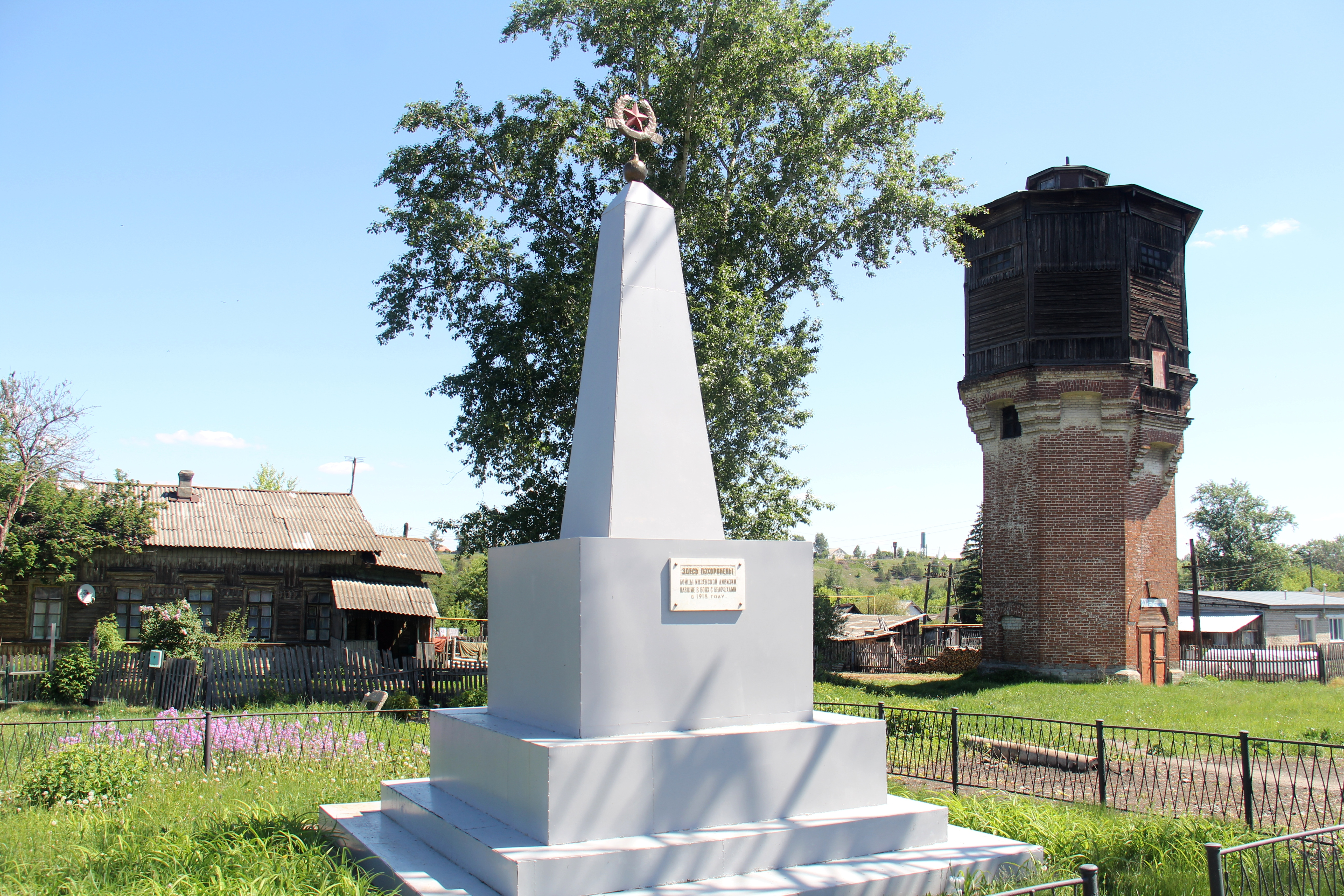
Братская могила бойцов дивизии.